# マーブルヘッド (軽巡洋艦)
マーブルヘッド (USS Marblehead, CL-12) は、アメリカ海軍の軽巡洋艦。オマハ級軽巡洋艦の1隻。艦名はマサチューセッツ州マーブルヘッドに因む。その名を持つ艦としては3隻目。

## 艦歴
マーブルヘッドは1920年8月4日にペンシルベニア州フィラデルフィアのウィリアム・クランプ・アンド・サンズ社で起工、1923年10月9日にジョセフ・エヴァンズ夫人によって命名・進水し、1924年9月8日に艦長チョウンシー・スタックフォード大佐の指揮下で就役した。
就役後、マーブルヘッドは公試のためボストンを出航し、イギリス海峡および地中海に向かう。1925年にはオーストラリアを訪問、途中サモア諸島、ソシエテ諸島に立ち寄り、帰路ではガラパゴス諸島に立ち寄った。その一年後、再び拡張巡航を行う。1927年初め、ニカラグアのブルーフィールズおよびブラグマンズ・バフ沖を巡行し、同国の政治的統一を支援するための活動を行った。
マーブルヘッドは続いて真珠湾へ向かい、そこで姉妹艦 リッチモンド、トレントンと合流して上海に向かった。上海では国共内戦に際してアメリカ合衆国を始めとする諸外国の租界における権益保護目的のため1927年を通じて示威行動を行った。
上海での滞在に加えてマーブルヘッドは漢口から揚子江を遡上し2か月を過ごし、その後いくつかの日本の港を訪問し、1928年3月に極東を去る。途中ニカラグアのコリントに寄港し選挙監督の支援を行い、ボストンには8月に帰還した。マーブルヘッドは次の10年間のうち、1928年8月から1933年1月まで大西洋艦隊で、1933年2月から1938年1月まで太平洋艦隊で過ごした。1938年1月、アジア艦隊に配備され、7か月後に到着。カヴィテを拠点として、フィリピン方面および極東地域の緊張が高まるのに呼応して日本海や日本南部、東シナ海で行動した。

### 第二次世界大戦
1941年11月24日、マーブルヘッドの戦争日誌には以下の様に記されていた。「司令官は、アメリカと日本の関係が非常にきわどくなり、戦争になるだろうと感じていた」。その翌日、マーブルヘッドは第5任務部隊とともにマニラ湾を、表面上は「平時の通常航海」として出港し、タラカン島に向かった。11月29日にタラカン島に到着した後は、そのまま待機した。12月7日、「日本が攻撃を仕掛けた」とのメッセージを受信し、「敵対行動に出るよう」指示を受けた。

#### ジャワ沖海戦（マカッサル海峡海戦）
マーブルヘッドは、他のアメリカ海軍艦艇とともにオランダ海軍艦艇、オーストラリア海軍艦艇と合流し、フィリピンから南へ下りながら、オランダ領東インド水域を哨戒した。1942年1月23日、バリクパパン沖に集結した日本の攻略部隊と輸送船団を攻撃すべく、マーブルヘッドは軽巡洋艦 ボイシおよび駆逐艦隊とともにバリクパパンに急行した。これらの部隊は、1942年1月の時点で連合軍艦隊が攻勢的作戦に使用できる、精一杯の勢力だった。しかし、運悪くボイシが座礁事故を起こして後退し、マーブルヘッドもまたタービンの不調が戦闘に支障が出るほどひどくなったので、バリクパパン攻撃に参加できなくなってしまった。残った駆逐艦隊はバリクパパン沖で大戦果を挙げ（バリクパパン沖海戦）、これはこの時期の連合軍艦隊の海上作戦の中で唯一成功したものとなった。6日後、マーブルヘッドは他の艦艇とともにケンダリ沖に集結する日本の輸送船団を攻撃すべくスラバヤを出撃した。しかし、背後にも別の日本の輸送船団がいると分かり、艦隊は2月2日にブンダ・ロードで仮泊した後反転し、2月4日にはバリ島の北方、マカッサル海峡の南口に入りつつあった。しかしその時、艦隊は日本の索敵機に発見され、やがて9時49分に東方から鹿屋航空隊の一式陸上攻撃機27機、高雄航空隊の一式陸攻9機が飛来してきた。ジャワ沖海戦の始まりである。

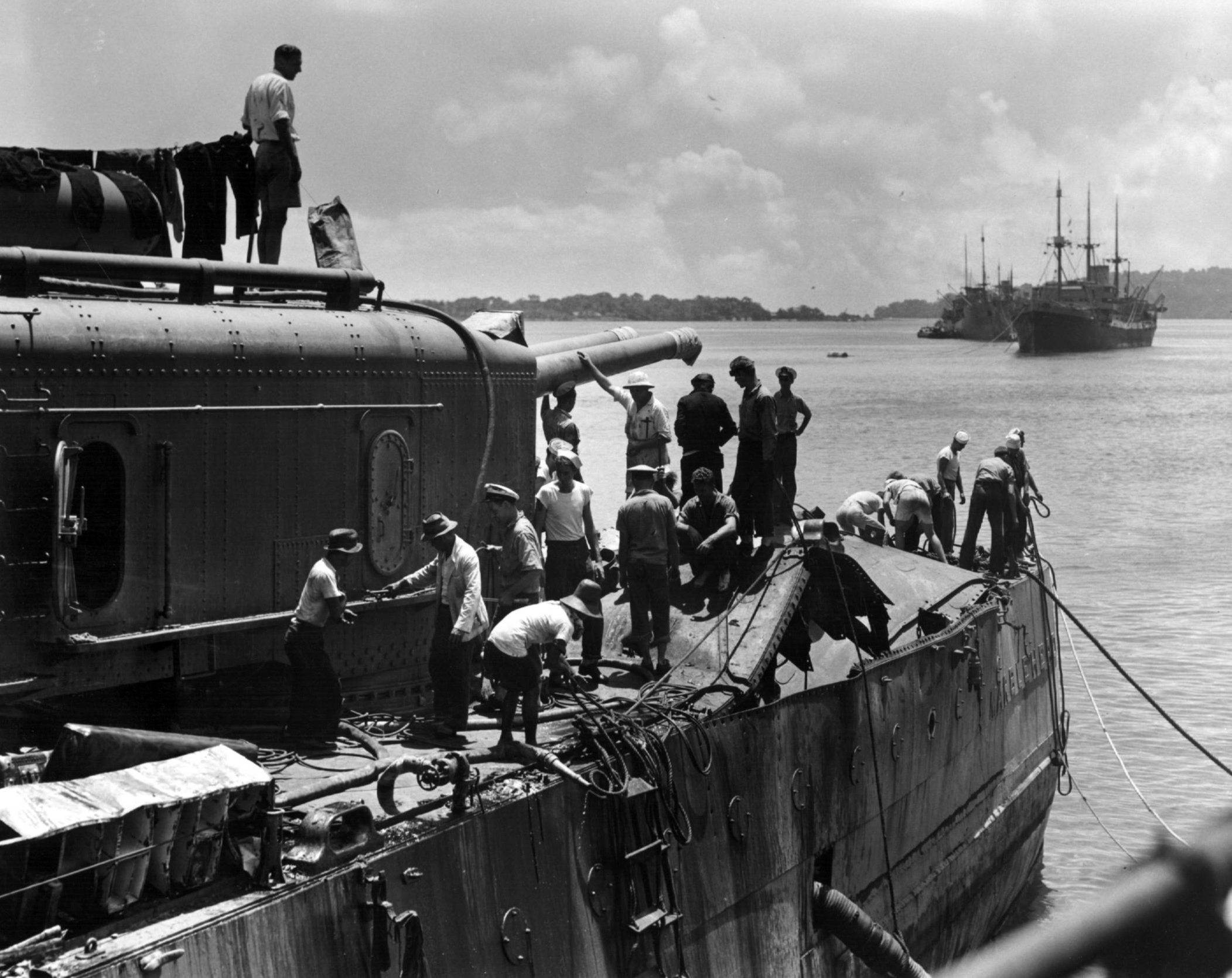
ジャワ沖海戦で損傷した「マーブルヘッド」の艦尾部分

この海戦で、マーブルヘッドは3度の攻撃を受けた。3機の攻撃機がマーブルヘッドに接近したが、対空砲火で追い払った。その次の攻撃で7機の一式陸攻がマーブルヘッドの後方から攻撃し、14発の250キロ爆弾を投下した。そのうちの2発はマーブルヘッドの前部と艦尾に命中。4発が至近弾となり、艦首を損傷した。
前部に命中した一弾は艦内で爆発し、火災を発生させた。艦尾に命中した一弾は操舵室を破壊し、舵が取舵のまま動かなくなった。マーブルヘッドは直撃弾と至近弾で浸水して右舷側に約10度傾斜した。火災は11時までに鎮火した。この海戦でのマーブルヘッドの損害は戦死者15名、負傷者84名であった。
マーブルヘッドの工作兵は9度で固定した舵を応急修理して、辛うじて右方向に進めるようにした。12時55分、マーブルヘッドはチラチャップに向けて退避を始め、スクリューの回転速度を変化させることで針路を保ち、チラチャップにたどり着いた。チラチャップでは浸水を防ぐ応急修理しかできなかった。マーブルヘッドは戦線から後退して14,000キロに及ぶ「船旅」をすることとなり、13日にはセイロン島に向けて出航した。
2月21日、マーブルヘッドはトリンコマリーに到着してさらなる仮修理を行った。3月2日、南アフリカに向けて出航。ダーバンとポート・エリザベスに寄港した後、3月24日にサイモンズタウンに到着し、ここで大規模な修理を受けた。4月15日、ニューヨークに向けて出航し、途中レシフェに寄港した後、5月4日にニューヨークに到着。ただちに、ブルックリン海軍工廠に入渠した。

#### もう1隻の「マーブルヘッド」
ところで、マーブルヘッドが西航している間、「マーブルヘッド」が日本艦隊に撃沈された。この「マーブルヘッド」の正体は駆逐艦 ピルスバリーであった。ジャワ島陥落が差し迫った3月1日、コンラッド・ヘルフリッヒ中将はチラチャップに残っていた艦船に脱出命令を出した。ピルスバリーは砲艦 アッシュビルなどとともにオーストラリアに向けて脱出を図った。
3月2日午後、日本の索敵機がバリ島南方で南下中の「敵軽巡」を発見。これを受け、重巡洋艦・愛宕と高雄が「敵軽巡」に向かっていった。やがて夜になり、愛宕と高雄は「敵軽巡」を発見。一方の「敵軽巡」、つまりピルスバリーも愛宕と高雄を味方だと思って接近し信号を発した。愛宕と高雄は主砲発射で信号に答え、一方的な砲撃で「敵軽巡」を叩きのめし、6分で撃沈した。生存者はおらず、アメリカ側がピルスバリーの最期を知ったのは戦後になってからのことであった。一方、高雄艦内では「マーブルヘッドの撃沈」を艦内紙で報じ、近藤信竹中将もピルスバリーをマーブルヘッドであると信じていた。
マーブルヘッドもピルスバリーが属するクレムソン級駆逐艦も、4本煙突の艦である。

#### 大西洋 地中海 1942年 - 44年
1942年10月15日、改修が完了したマーブルヘッドは任務に復帰した。南大西洋方面軍に合流したマーブルヘッドは、1944年2月までレシフェおよびバイアから南大西洋で作戦活動に従事した。1944年1月8日、1月4日に軽巡洋艦オマハと駆逐艦 Jouettに捕捉されて沈んだドイツ封鎖突破船 リオ・グランデの生存者72名を救助した。
マーブルヘッドは1944年2月20日にニューヨークに帰還し、その後5か月にわたって北大西洋での船団警護任務に従事した。
続いて地中海に移動、7月29日にパレルモに到着し任務部隊に合流、ドラグーン作戦（フランス南部侵攻作戦）に参加する。8月15日から17日まで3日間、マーブルヘッドはサン＝ラファエルのドイツ軍砲台を砲撃し、連合軍地上部隊が上陸した。18日にコルシカ島へ後退し、任務を完了した。
帰国したマーブルヘッドは海軍兵学校の士官候補生の夏季訓練巡航に供され、続いてフィラデルフィア海軍造船所に入渠した。ここで1945年11月1日に退役し、11月28日に除籍された。マーブルヘッドの船体は1946年2月27日にスクラップとして廃棄された。
マーブルヘッドは第二次世界大戦の戦功で2個の従軍星章を受章した。